# Kronika wielkopolska

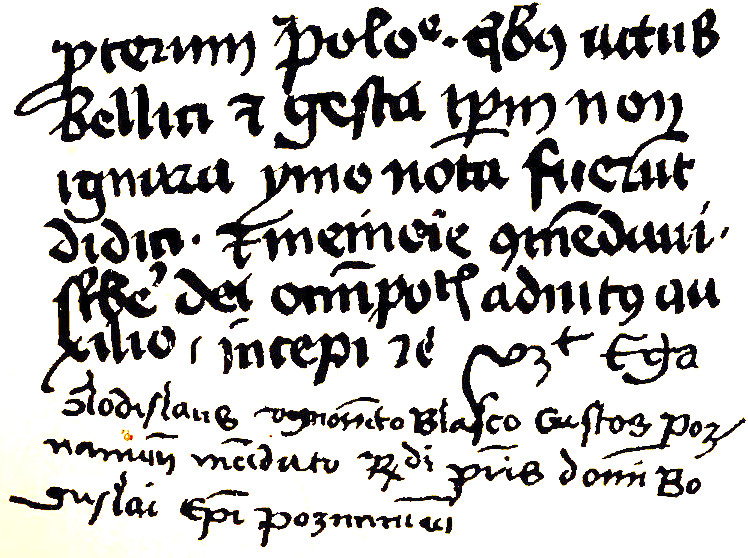
Kronika wielkopolska – XV-wieczny Kodeks Sędziwoja z Czechla, karta 274.

Kronika wielkopolska (łac. Chronica Poloniae maioris) – anonimowa, nieukończona kronika dziejów Polski od czasów legendarnych do roku 1271, 1272 lub 1273; napisana najprawdopodobniej przed rokiem 1296 w Wielkopolsce, za panowania Przemysła II. Na podstawie tekstu oryginalnego, najpóźniej w XIV wieku, sporządzono dwie, różniące się redakcje. Jedna z tych redakcji zachowała się w całości, druga we fragmentach.
Utwór ten uważany jest za pomnik XIII-wiecznej, polskiej ideologii i kultury okresu rozbicia dzielnicowego. Zapisano w nim wiele legend, opowieści dworskich i rycerskich, a także nieznane skądinąd fakty i daty z dziejów państwa piastowskiego. Tekst Kroniki zawiera również przepowiednie dotyczące zjednoczenia kraju i odnowienia jego potęgi.
Opierając się na dziele Wincentego Kadłubka, choć z licznymi zmianami, autor Kroniki Wielkopolskiej utożsamił legendarne państwo Lechitów z historycznym królestwem polskim i na tej podstawie określił domniemane, dawne granice Polski, których przywrócenia oczekiwał od przyszłych władców zjednoczonego kraju. Te legendarne granice Polski miały sięgać od Renu na zachodzie po Dniepr na wschodzie, a od Dunaju na południu po morza Bałtyckie i Północne.
W Kronice wyjaśniono pochodzenie Polaków za pomocą legendy o Lechu, Czechu i Rusie. Po opowieściach o dziejach panowania legendarnych królów państwa Lechitów, kronikarz przedstawił rządy kolejnych władców piastowskich oraz omówił przyczyny, które doprowadziły do rozbicia dzielnicowego. Opowiadając o dziejach Polski dzielnicowej przeciwstawił gorzej przez siebie osądzanych Piastów małopolsko-mazowieckich, ocenianym bardziej pozytywnie Piastom władającym Wielkopolską. Za najwybitniejszego władcę w historii Polski autor uznał Przemysła I. Kronika urywa się na pierwszych latach panowania Przemysła II.
Treść Kroniki jest bardzo złożona i trudna do objaśnienia, niemniej dla współczesnych historyków pozostaje jednym z podstawowych źródeł wiedzy o dziejach polskiego średniowiecza. Interpretacja tekstu wywołała wśród uczonych wiele sporów i polemik. Niejasne są zarówno początek utworu z podwójnym wstępem, jak i różne zakończenia. Dyskusyjny jest czas oraz miejsce napisania zaginionego oryginału, jak i późniejszych redakcji. Nieznani pozostają XIII-wieczny autor i opracowujący jego tekst redaktorzy. Niejednoznaczny jest również tekst Kroniki, zachowany w różnych wariantach, odmiennych w poszczególnych rękopisach.

## Redakcje
Zachowały się dwie średniowieczne redakcje Kroniki wielkopolskiej. Pierwszą, dłuższą redakcję, zwie się redakcją rękopisów. Ma ona dwie wersje – gnieźnieńską i krakowską. Natomiast drugą, krótszą redakcję, nazywa się redakcją Dobnera.

### Redakcja rękopisów
Tekst redakcji rękopisów zachował się w dziewięciu odpisach pochodzących z XV wieku. Kronika wielkopolska rozpoczyna w nich obszerny zwód zwany Chronica longa seu magna Polonorum seu Lechitarum, czyli tzw. Wielką kronikę. Towarzyszyły jej roczniki wielkopolskie, wypisy z annalistyki krakowskiej, zapiski kalendarzowe różnego pochodzenia, luźne noty z końca XIV wieku spisane w Gnieźnie oraz Kronika Janka z Czarnkowa.
Tekst redakcji rękopisów zachował się w dwóch różnych wersjach, między którymi występuje wiele drobnych różnic.
Pierwsza wersja wywodzi się z biblioteki arcybiskupa gnieźnieńskiego. Jej tekst zachował się w czterech rękopisach. Są to najlepszy ze wszystkich Rękopis ottoboniański (przechowywany w Bibliotece Watykańskiej), Rękopis królewiecki (przechowywany w Getyndze), Rękopis Sędziwoja (przechowywany w Bibliotece Czartoryskich) oraz Rękopis Stanisława Augusta (przechowywany w Bibliotece Narodowej).
Druga wersja, późniejsza, powstała w Krakowie, na Uniwersytecie lub dworze Władysława Jagiełły. Jej tekst zachował się w pięciu rękopisach. Są to Rękopis wrocławski (z najlepiej zachowanym tekstem), Rękopis sieniawski, Rękopis wilanowski, Rękopis Jana z Dąbrówki (lubiński) oraz Rękopis krakowski.
Różnice w tekście, pomiędzy wersją gnieźnieńską i krakowską redakcji rękopisów, spowodowały wiele sporów pomiędzy badaczami i wpływają niekiedy na rozbieżności w interpretacji przekazu Kroniki we współczesnej nauce.

### Redakcja Dobnera
W roku 1763 czeski uczony Gelazy Dobner, wydając XVI-wieczną kronikę pióra Wacława Hajka, opublikował dwa fragmenty Kroniki wielkopolskiej. Hajek korzystał z ogromnego księgozbioru humanisty Jana Hodiejovskiego. Biblioteka Hodiejovskiego na zamku Řepice spłonęła w roku 1541, ale jeszcze w XX wieku odnajdywano pochodzące z niej, rozproszone w różnych miejscach egzemplarze. Dobner natrafił na rękopis Kroniki wielkopolskiej, pochodzący z biblioteki Hodiejovskiego, przy okazji poszukiwań kroniki Hajka.
Pierwszy fragment redakcji Dobnera obejmuje prolog Kroniki wielkopolskiej, ale w krótszej redakcji, niż jest on znany z pozostałych rękopisów. Drugi fragment to widzenie biskupa poznańskiego Boguchwała II, które Dobner znalazł na końcu księgi i uznał za zakończenie Kroniki. Tekst ten odpowiada chronologicznie rozdziałowi 89 redakcji rękopisów.
Pochodzenie fragmentów wydanych przez Dobnera było w XIX i XX wieku rozmaicie interpretowane przez badaczy. Współcześnie przeważa hipoteza, że zachowała się w nich odmienna redakcja pierwotnego tekstu Kroniki Wielkopolskiej. Publikacja Dobnera nie jest jedynym śladem tej redakcji. W roku 1339 archidiakon gnieźnieński Przecław, w zeznaniach na procesie polsko-krzyżackim, powoływał się na Kronikę w innej wersji, niż zachowana współcześnie w rękopisach.
Historycy wiążą czeską redakcję Kroniki wielkopolskiej z poślubieniem w roku 1300 przez Wacława II, króla czeskiego przywołanego na tron polski, Ryksy – córki Przemysła II i dziedziczki korony polskiej. Najprawdopodobniej, zgodnie z ówczesnym zwyczajem, wyposażono wysłaną do Czech królewnę w księgę historyczną, w której przedstawiono jej genealogię oraz dzieje kraju przechodzącego pod rządy Wacława. Odpis tej księgi w XVI wieku znajdował się w bibliotece Hodiejovskiego.
Od XIX wieku badacze poszukują tzw. Rękopisu Hodiejovskiego, na którym oparł się Dobner. Nie udało się go odnaleźć.

## Tytuł

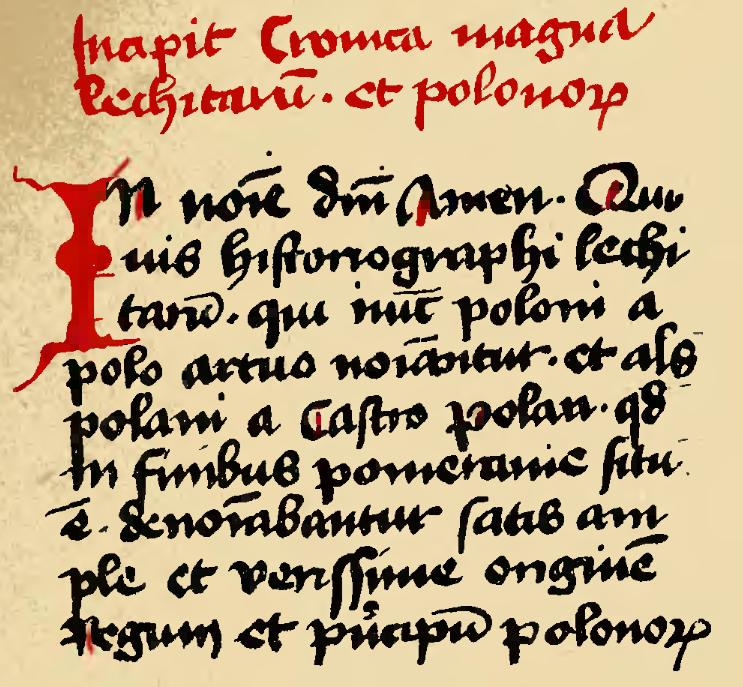
Początek Wielkiej Kroniki w Kodeksie Stanisława Augusta z XV wieku. Po zatytułowaniu całego zbioru, kopista rozpoczął przepisywanie tekstu Kroniki wielkopolskiej nie wyróżniając go osobnym tytułem.

Używany współcześnie tytuł jest umowny, nadali go dziełu XX-wieczni uczeni. Kronika wielkopolska została skopiowana w zbiorze Kroniki wielkiej, we wszystkich jej rękopisach, zawsze na pierwszym miejscu. Prawdopodobnie takie miejsce zajmowała w pierwotnym zbiorze Wielkiej kroniki, jako dzieło już ukończone, chociaż mające być kontynuowane i uzupełnione szczegółami. Natomiast w żadnym rękopisie nie nosi ona tytułu wielkopolskiej.
Kronika została opatrzona tytułem w dwóch z dziewięciu rękopisów. W Rękopisie wrocławskim zwie się ona Chronicon Polonie, a w Rękopisie królewieckim – Annalia vetuste gentis Polonorum vel Kronice. Oryginalny tytuł nie jest znany. Być może go nie było, co dla niektórych badaczy jest dowodem na to, że Kronika nie została ukończona.

## Źródła
Autor Kroniki uważał, jak podkreślił w prologu, że historia powinna opierać się przede wszystkim na przekazach pisanych. Dlatego zgromadził pokaźną bibliotekę, składającą się z pism zebranych przede wszystkim w Wielkopolsce, ale także w innych dzielnicach, szczególnie w Krakowie.
Kronikarz zapowiedział, że jego zamiarem było kontynuowanie Kroniki polskiej Wincentego Kadłubka aż do czasów panowania Przemysła II. Dlatego dzieje Polski do końca XII wieku relacjonował dość wiernie za Kroniką Kadłubka, chociaż przestylizował jej tekst. Pominął wiele rozważań i przypowieści Wincentego, wprowadzając niekiedy w ich miejsce daty historyczne oraz własne opowieści. Źródłem wielu faktów były Annales Polonorum historiae („Roczniki historyczne Polaków”). Z tego zaginionego pisma pochodziły nie tylko niektóre opowieści, lecz także daty nieznane Wincentemu.
Autor powoływał się na pisma przechowywane przy różnych kościołach oraz opowiadania ludzi sędziwych i dostojnych. Z archiwów kościelnych cytował dokumenty, a na ustnych opowiadaniach oparł kilka opowieści rycerskich. Parafrazował też w odpowiednich miejscach żywoty świętych, ale tylko Żywot większy św. Stanisława, autorstwa Wincentego z Kielczy, zacytował bezpośrednio.
Na nieznanych źródłach kronikarz oparł opowiadania o oblężeniu Poznania przez Władysława II w roku 1146, o Kazimierzu Mnichu, o Walterze i Helgundzie oraz Wisławie z Wiślicy. Opowieść wiślicka zachowała ślady kompozycji poetyckiej, pochodzącej prawdopodobnie z dworu Henryka Sandomierskiego. Przy opowieści o Piotrku (Piotrze Włostowicu) autor odwołał się do nieznanych współcześnie osobno spisanych Gesta Piotrka.
Autor opierał się również na rocznikach wielkopolskich – Roczniku kapituły gnieźnieńskiej z lat 1192–1247 i Roczniku kapituły poznańskiej z lat 965–1273. Opowiadając o wydarzeniach po roku 1202 (czyli końcu Kroniki Kadłubka) zaczął pisać zupełnie innym stylem a każdy rozdział rozpoczynał od daty rocznej. Kronikarz nie przejmował jednak wyłącznie informacji z roczników, w których przeważały wiadomości lokalne. Dopisywał nieznane rocznikom wiadomości polityczne, w tym wiele faktów z innych dzielnic.

## Autor i okoliczności powstania

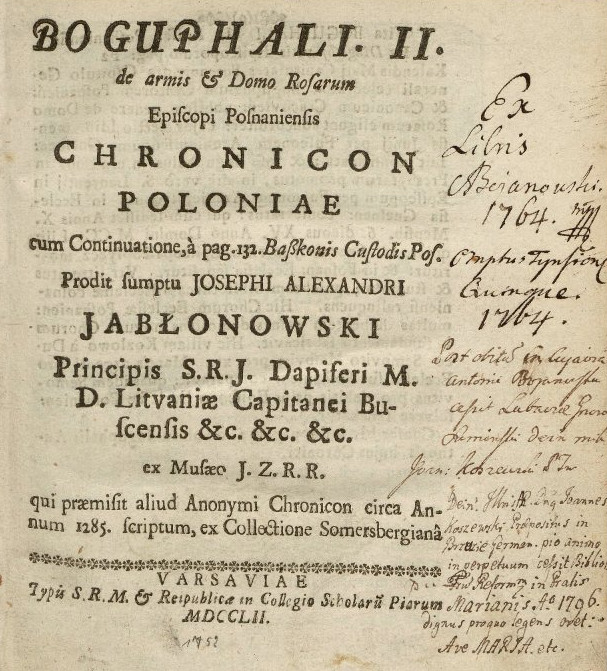
Pierwsze polskie wydanie Kroniki wielkopolskiej, z roku 1752. Jako autora podano biskupa poznańskiego Bogufała II.

Problem autorstwa oraz czasu powstania dzieła był przedmiotem dyskusji wśród XIX i XX-wiecznych uczonych. Badacze wysunęli wiele hipotez, zgodnie z którymi autorem Kroniki był bądź biskup poznański Boguchwał II, bądź kustosz katedry poznańskiej Godzisław Baszko lub też autorów było dwu – Boguchwał i Baszko, obaj żyjący w XIII wieku. Za autorstwom Boguchwała opowiadała się większość badaczy w XVIII i XIX wieku, między innymi pierwszy wydawca kroniki Friedrich Wilhelm Sommersberg, Józef Andrzej Załuski, Wawrzyniec Krzysztof Mitzler de Kolof, Gelazy Dobner czy Joachim Lelewel. Autorstwa Baszka dowodził w XIX wieku August Mosbach, poparł jego tezy Antoni Małecki, a w XX wieku na Baszka wskazywała Brygida Kürbis.
Z dużym zainteresowaniem spotkała się w XX wieku hipoteza, że kronika powstała, a przynajmniej została ukończona, dopiero w XIV wieku. Jej autorstwo przypisywano Jankowi z Czarnkowa. Popierali tę hipotezę między innymi Mieczysław Warmski, Stanisław Kętrzyński, francuski historyk Pierre David oraz Jan Dąbrowski.
Od początku XXI wieku wśród uczonych przeważa pogląd, że istniała pierwotna, niezachowana wersja kroniki. Na podstawie tej wersji opracowano dwie znane współcześnie redakcje Kroniki wielkopolskiej.

### Domniemane autorstwo Bogufała II
Pierwsi badacze i wydawcy twierdzili, że Kronikę, przynajmniej do roku 1249, opracował Boguchwał II (Bogufał II), biskup poznański z lat 1242–1253. W zapisce z roku 1249 (Ego Boguphalus episcopus Poznaniensis audivi...) miał on zanotować własny sen, w którym pewien zakonnik przepowiedział „wypełnienie się” losów Polski w ciągu najbliższych dwudziestu pięciu lat. Tekst ten został wpierw wpisany do Rocznika kapituły poznańskiej, a następnie przepisany do Kroniki wielkopolskiej, gdzie zachował się w nieco różniących się, dwóch redakcjach.
Notatka miała charakter typowej ówczesnej zapiski o cudach, sformułowanej jako świadectwo zaprzysięgane przed sądem i była prawdopodobnie przepowiednią dotyczącą przyszłego zjednoczenia Polski:
Ego Boguphalus episcopus Posnaniensis, audivi, licet pecator,

visum quendam reigiosum mihi dicere:

„infra XXV annos tota Polonia consumabitur”.

Et dum a loquente interpretationem diligenter inquirerem:

„utrum in bono am in malo deberet consumari?”

- non mihi respondit.

Dixit tamen, et papa deberet consumari.
Ja, biskup poznański Boguchwał, słyszałem, choć grzeszny,

w widzeniu pewnego zakonnika mówiącego do mnie:

„W przeciągu dwudziestu pięciu lat cała Polska zostanie wypełniona”.

A gdy mówiącego usilnie prosiłem o wytłumaczenie,

czy w szczęściu czy w nieszczęściu będzie wypełniona,

nie odpowiedział mi.

Powiedział jednak, że i papieża losy się wypełnią.
Współcześni badacze odrzucają jednak tezę, jakoby Boguchwał pozostawił po sobie rozpoczętą Kronikę, przede wszystkim dlatego, że w jej części do 1249 roku wykorzystano źródła z drugiej połowy XIII stulecia, a rozdziały wykraczające poza granice życia Boguchwała nie różnią się stylistycznie od poprzednich. Wykazano, że zapiska o śnie biskupa została zaczerpnięta z Rocznika kapituły poznańskiej, z którego przepisano ją in extenso do Kroniki.

### Domniemane autorstwo Godzisława Baszka

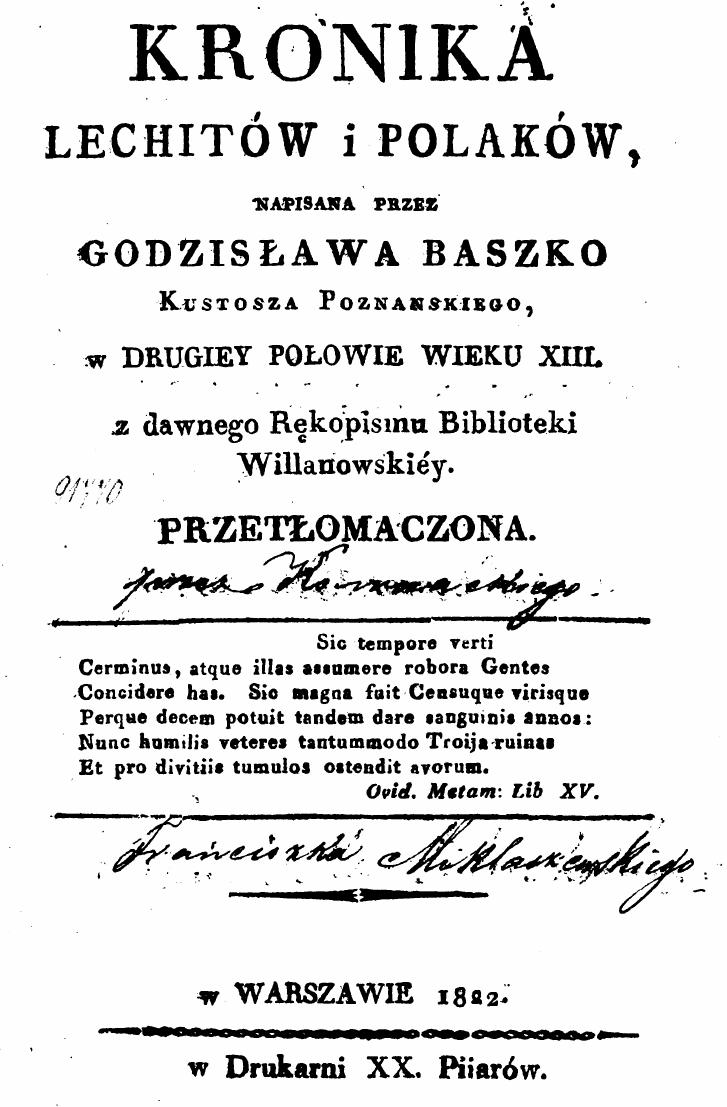
Polskie tłumaczenie Kroniki wielkopolskiej z 1822 roku, w którym jako autor dzieła podany został Godzisław Baszko.

Na kartach Kroniki wielkopolskiej w pierwszej osobie zapisano także imię innego pisarza: Ja Godzisław zwany Baszkiem, kustosz poznańskiej katedry. W tekście Godzisław pojawia się dwukrotnie w pierwszej osobie: w rozdziale 118, pod rokiem 1257 (ego Basco vidi ferre) oraz w rozdziale 145, pod rokiem 1265 (misrerunt me Godislaum custodem eiusdem ecclesaie Basconem cognomine).
Godzisław Baszko jest znany z dokumentów poznańskich wystawionych w latach 1268–1273. W XVIII i XIX wieku uznano więc go za drugiego albo też jedynego autora Kroniki wielkopolskiej. W XX wieku uczeni wykazali, że jest to mało prawdopodobne. Nie ma bowiem żadnego dowodu na to, że Baszko żył jeszcze w roku 1295, kiedy to zapisano w Kronice sformułowanie: „Przemysła dziś panującego króla”. Próby udowodnienia dożycia przez Baszka do koronacji Przemysła II okazały się nieprzekonujące, gdyż nie ma to śladów w dokumentach poznańskich. Wysunięto więc hipotezę, że Baszko wstąpił po roku 1273 do klasztoru franciszkanów w Kaliszu, gdzie kontynuował prace historyczne, ale tego faktu również nie można potwierdzić żadnymi dowodami. Najprawdopodobniej więc do Kroniki przekopiowano bez zmian, napisane w pierwszej osobie notatki lub dokumenty Godzisława.
Współcześni historycy są zdania, że Baszko był jednym z redaktorów Rocznika kapituły poznańskiej oraz autorem kilku notatek tam zachowanych. Anonimowy kronikarz korzystał z Rocznika i przekopiował stamtąd część zapisów. Godzisław nie był jednak autorem tekstu Kroniki wielkopolskiej.

### Domniemane autorstwo Janka z Czarnkowa
Zdaniem grupy dawniejszych historyków (między innymi Mieczysława Warmskiego, Wojciecha Kętrzyńskiego czy Henryka Łowmiańskiego), Kronika była czternastowieczną kompilacją. W XIV wieku żył jej właściwy i jedyny autor. Miał on mieć w ręku inną niż znana współcześnie, pełną wersję roczników wielkopolskich, które stanowiły jego źródło dla wiadomości trzynastowiecznych. Historycy ci uznali wzmiankę o Przemyśle dziś panującym królu za mistyfikację pióra Dobnera. Natomiast świadectwo Przecława na procesie polsko-krzyżackim odnosiło się, ich zdaniem, do jakiegoś pośredniego dzieła między rocznikami wielkopolskimi a Kroniką wielkopolską. Według tej grupy badaczy autor Kroniki był jedynie biernym kompilatorem, który teksty swoich źródeł pozostawił w surowej formie i przepisał je bez własnych komentarzy.
Historycy ci wysunęli hipotezę, że XIII-wieczne źródła historyczne zgromadził w kapitule gnieźnieńskiej podkanclerzy Kazimierza Wielkiego, archidiakon gnieźnieński Janko z Czarnkowa. Piastował on różne godności duchowne w Poznaniu, Gnieźnie, Włocławku, Krakowie i Wrocławiu, mógł więc skopiować teksty lub zabrać oryginały rękopisów dzieł, na których oparł redakcję Kroniki wielkopolskiej. Miał na ich podstawie przygotowywać się do napisania własnej, pełnej historii Polski, na co – zdaniem wspomnianych badaczy – wskazują inne źródła zebrane przez niego w zbiorze Wielkiej kroniki.
Przeciwko autorstwu Janka z Czarnkowa wysunięto wiele argumentów, które współcześnie uważane są za przekonujące. Nie ma w dziełach Janka informacji o sprawach zachodniosłowiańskich, które interesowały bardzo autora Kroniki wielkopolskiej. Także łacina, sposób opowiadania, kompozycja wydatnie odróżniają dzieła Janka od Kroniki wielkopolskiej. Spojrzenie na sprawy kraju, zaangażowanie, język i sposób wypowiadania się autora Kroniki wielkopolskiej wskazują na to, że żył on w XIII wieku. Nie ma też dowodów na to, aby wzmianki o tym, że Kronika została napisana za panowania Przemysła II uznać za mistyfikację. Natomiast większość badaczy uważa za bardzo prawdopodobne, że Janko z Czarnkowa był redaktorem lub współredaktorem redakcji rękopisów Kroniki.

## Forma i kompozycja
Kronika nie dzieli się na księgi. W redakcji rękopisów składa się ze 164 rozdziałów ułożonych chronologicznie. W redakcji Dobnera jej treść jest krótsza. Obie redakcje rozpoczynają się wstępem, który zachował się w dwóch wersjach. Tekst kroniki w redakcji rękopisów nie został ukończony i urywa się na pierwszych latach rządów Przemysła II. Wyróżnia się cztery odmienne zakończenia kroniki – wersję redakcji Dobnera, dwie wersje redakcji rękopisów oraz domniemane, właściwe zakończenie, zrekonstruowane przez badaczy.
Tekst składa się z dwóch części. Pierwsza, obejmująca okres do roku 1202, oparta jest na Kronice Kadłubka – jednak w wielu fragmentach informacje mistrza Wincentego zostały uzupełnione, a niekiedy zmienione za pomocą innych źródeł. Tekst Kadłubka został też poprawiony stylistycznie. Część druga, zwięźlejsza od pierwszej, została napisana w formie rozbudowanego rocznika. Każdy jej rozdział rozpoczyna się od podania daty rocznej, po której następuje opowiadanie o wydarzeniach z tegoż roku.
Kronika ma formę gesta władców. Historia Polski – podobnie jak u Galla Anonima i mistrza Wincentego – została przedstawiona poprzez czyny jej królów i książąt. Tylko w paru fragmentach autor opowiedział o przedstawicielach hierarchii kościelnej – najwięcej uznania zdobył Boguchwał II, który ofiarował kościołowi poznańskiemu swój księgozbiór i był budowniczym katedry. Pozytywnie zostali też przedstawieni arcybiskup Pełka i biskup wrocławski Tomasz. Natomiast biskup Boguchwał III został oskarżony o nieczynienie użytku z cnót, jeżeli jakie posiadał. Mało interesowali kronikarza mieszczanie, wymieniani jedynie przy akcjach prawnych, takich jak lokacja miejska czy fundacja kościoła. O innych grupach społecznych autor napisał kilka razy wyjątkowo, np. gdy opowiadał o rzezi tatarskiej.
Tekst Kroniki jest niejednolity i charakteryzuje się brakiem wykończenia literackiego oraz korekty. Autor starał się dokładnie przekazać teksty źródeł, które wykorzystywał. Niekiedy przepisywał je in extenso. Wiele rozdziałów drugiej części dzieła zostało napisanych prostym językiem, naśladującym teksty z roczników lub dokumentów. Zdaniem badaczy, z biegiem czasu autor pisał coraz szybciej a różne wątki rozwijał nierównomiernie.

## Zawartość

### Wstęp
Wstęp do Kroniki, w obu wersjach, rozpoczyna inwokacja W imię Pańskie. Amen – charakterystyczna dla początku dokumentów wystawianych w XIII-wiecznych kancelariach. Dalej autor stwierdził, że chociaż dzieje Polski zostały już zapisane przez innych historyków, to pominęli oni czyny niektórych książąt, szczególnie przodków Przemysła II. Wyjaśnił, że podjął trud uzupełnienia tych opuszczeń. W redakcji Dobnera Przemysł II określony został jako król dziś panujący, w redakcji rękopisów jako król tej ziemi.
W redakcji rękopisów ze wstępem łączy się prolog, który zawiera legendę o Lechu, Czechu i Rusie. Uczeni uważają ten prolog za amplifikację – redaktor redakcji rękopisów dopisał go do pierwotnego tekstu, aby z jego pomocą wyjaśnić pochodzenie określenia Lechici, przy okazji przytaczając etymologie nazw innych ludów.
Wstęp kończy się wyjaśnieniem, że państwo Lechitów jest tożsame z królestwem polskim, a autor postawił sobie za zadanie przekazać dzieje tego państwa opierając się na zebranych przez siebie przekazach pisemnych i ustnych: Aby zaś jasna zwięzłość pisania umożliwiła zapamiętanie zdarzeń, wsparty pomocą Boga wszechmogącego zacząłem pisać krótko o królach, władcach i książętach całego królestwa polskiego, czyli rozległego państwa Lechitów, a także o ich potomkach, według tego, czego dowiedziałem się z polskich roczników historycznych, co zobaczyłem w różnych metrykach rozmaitych kościołów; a niektóre szczegóły poznałem i przekazałem pamięci na podstawie opowiadania starców, dostojników Polski, których uwagi nie uszły wypadki wojenne i dzieje, owszem, były im znane

### Czasy legendarne

#### Dynastia Kraka
Za pierwszego króla Lechitów autor uznał Kraka. Jego rządy datował na czasy króla Assuera, czyli Kserksesa I z Księgi Ezdrasza. W ten sposób początki państwa polskiego miały sięgać V wieku przed Chrystusem. Datowanie to jest oparte prawdopodobnie na wiedzy zaczerpniętej z pracy Piotra Comestora zwanej Historia Scholastica. Na jej podstawie autor próbował zsynchronizować historię biblijną z dziejami starożytnych Grecji i Rzymu, a następnie połączyć je z historią Polski. Dlatego na jedną epokę datował panowanie Kserksesa, najazdy Galów na Rzym oraz rządy Kraka.
Autor Kroniki wielkopolskiej zmienił opowiadanie Wincentego Kadłubka o Kraku. Według niego władca ten pochodził z Polski i osobiście założył Kraków, na miejscu wcześniej zwanym Wawelem. Jest to najstarszy znany zapis nazwy wzgórza wawelskiego. Autor pominął opowieść o smoku wawelskim, wspominając jedynie o bratobójstwie między synami Kraka, w wyniku którego tron odziedziczyła córka władcy, Wanda.
Legenda o Wandzie też znacznie różni się od wersji Wincentego Kadłubka i jego naśladowców. Zgodnie z wersją Kroniki wielkopolskiej, niemiecki władca chciał poślubić Polkę. Gdy spotkał się z odmową, postanowił zmusić ją do małżeństwa. Rozpoczął więc wojnę, którą przegrał. Po klęsce popełnił samobójstwo, natomiast jego rycerze uznali nad sobą zwierzchność Wandy i jej następców. Po przyjęciu hołdu Niemców, królowa skoczyła do Wisły. Złożyła w ten sposób ślubowaną wcześniej bogom ofiarę dziękczynną za zwycięstwo.

#### Dynastia Lestka
Dość wiernie za Kadłubkiem autor Kroniki wielkopolskiej zrelacjonował legendarne rządy Lestka I, powołanego na tron podczas walk Polaków z Aleksandrem Wielkim, a także panowanie Lestka II. Syna Lestka II jako pierwszy nazwał Lestkiem III. Państwo Lechitów za rządów Lestka III miało osiągnąć szczyt swojej potęgi. Jego granice sięgały od Dunaju do Morza Północnego. Obejmowały między innymi Westfalię, Saksonię, Bawarię oraz Turyngię. Przy okazji autor podjął się kolejnej próby datacji. Według niej Lestek III umarł za panowania cesarza Nerona.
Dalej kronikarz przeszedł do opowiadania o pierworodnym synu Lestka III, Pompiliuszu I. Rządził on krótko a był wnukiem Juliusza Cezara, gdyż władca Rzymu ofiarował rękę swojej córki Julii Lestkowi III. Historia Pompiliusza II zwanego Chościskiem (czyli Popiela), została powtórzona za Wincentym Kadłubkiem. Jednak wyjaśniając okoliczności przejęcia władzy przez Piasta, autor zmodyfikował legendę, dokonując jej chrystianizacji. Podczas gdy Popiel wydał ucztę, ubogi oracz Piast na cześć postrzyżyn własnego syna zorganizował skromną zakąskę dla znajomych. Wówczas w grodzie zjawili się dwaj niespodziewani wędrowcy. Popiel ich przepędził, ale Piast ugościł na podgrodziu. Gdy zabrakło jadła i picia, wędrowcy dokonali cudu ich rozmnożenia, osobiście postrzygli syna Piasta i nadali mu imię Siemowit, na dobrą wróżbę przyszłych losów. Wędrowcy byli to jak się uważa albo aniołowie, albo męczennicy Jan i Paweł. Dzięki temu, w interpretacji legendy autora Kroniki wielkopolskiej, Siemowit urodził się w rodzinie królewskiej – Piastowi przekazano władzę z woli Bożej.

#### Dynastia piastowska
W następnych rozdziałach kronikarz wyjaśnił, dlaczego Polska utraciła większość ziem, które należały do niej za rządów władców z dynastii Lestka. Następcy otrutych podstępem przez Popiela stryjów nie uznali władzy Piasta. Odłączyli zarządzane przez siebie terytoria od państwa polskiego i nie chcieli podporządkować się nowej dynastii. Siemowitowi, pomimo wielu wysiłków, nie udało się przywrócić państwu dawnej wielkości.
Wymieniając ziemie, które Polska utraciła za rządów Piasta i Siemowita, autor zakreślił granice, których odzyskanie powinno być, według niego, programem politycznych najlepszych władców kraju. Za ziemie polskie uznał tereny leżące pomiędzy Dunajem na południu, morzami Północnym i Bałtyckim na północy aż po Ren na zachodzie: Wspomniani zaś książęta posiadali następujące kraje: Bolesław Pomorze Dolne, Kazimierz Kaszuby, Władysław część Węgier, która leży między Cisą, Dunajem i Morawą; Jaksa Serbię; Wrocisław kraj Ranów; Przybysław i Odo Drzewinę; Przemysł Zgorzelec, który teraz nazywa się Brandenburgiem. Także inni objęli w stałe posiadanie inne ziemie i obszary Slawonii i Karyntii, leżące wokół i w obrębie rzek Łaby, Odry, Piany, Dołży, Wkry, Rzeknicy, Warnawy, Hoboli, Sprewy, Hyli, Sudy, Miecy, Trawny i wokół innych. Z nich dwaj: Wisław założył gród zwany Międzyborze, a teraz Magdeburg i Sobiesław inny gród zwany Dalen, który Niemcy nazywają Dalenberg; Cieszymir zaś posiadł część Drzewiny, która teraz nazywa się Holzacją, koło Szlezwiku, a Wyszymir gród na brzegu Morza Północnego, gdzie teraz leży Wyszomierz, miasto nazwane od jego imienia. Ważniejsze bowiem grody wspomnianych książąt leżały na zachodzie i nad Morzem Północnym. Brema nazwana została od brzemienia, ponieważ dźwigała ciężar walk z wrogami, to jest z Westfalami i Fryzami oraz innymi plemionami, które najeżdżały Słowian lub stawiały im opór. Również gród Łunie, który teraz zowie się Luneburg. (...) Również gród Bukowiec, gdzie teraz w Lubece widać zbudowany klasztor braci kaznodziejów. Słowianie zaś tam mieszkający lubeckie miasto nazywają nie Lubeką, lecz Bukowcem. Również gród Racibórz. Również gród Szweryn.
Rządy dwóch następnych legendarnych władców z dynastii piastowskiej – Lestka IV i Siemomysła – kronikarz omówił pobieżnie, zaznaczając ich cnotliwość oraz pokój i pomyślność, którym cieszyła się za ich panowania Polska. Pozwoliło to mu przejść łagodnie do tej części dzieła, w której mógł oprzeć się na dokumentach historycznych, a którą rozpoczął od opowiadania o Mieszku I.

### Czasy historyczne

#### Okres sprzed rozbicia dzielnicowego
W stosunkowo krótkim fragmencie poświęconym Mieszkowi I, kronikarz dołączył nieco detali do tekstu Wincentego Kadłubka oraz próbował ustalić datację wydarzeń. Za początek panowania Mieszka uznał rok 913. Na rok 931 datował małżeństwo z Dobrawą, na rok 932 chrzest Polski, narodziny Bolesława Chrobrego na rok 937, natomiast przybycie biskupa Jordana na rok 938.
Bolesław I Wielki, zwany też Zapalczywym, co w polskim nazywa się Chrobry był zdaniem kronikarza władcą, który usiłował z dużym powodzeniem przywrócić dawne granice państwa Lechitów i odbudować potęgę Polski. Przy okazji opowiadania o walkach Chrobrego z sąsiadami, autor wytyczył wschodnią granicę Polski, za którą uznał Kijów.
Kronikarz dodał kilka informacji o Bolesławie Chrobrym, nieznanych z wcześniejszych źródeł. Największy wpływ wywarła na późniejszą historiografię legenda o Szczerbcu: Miał on również otrzymać od anioła miecz, którym z pomocą Boga zwyciężał wszystkich swoich przeciwników. Ten miecz aż do dziś przechowuje się w skarbcu kościoła krakowskiego. Królowie polscy wyruszając na wojny, mieli zwyczaj nosić go i zawsze z nim triumfowali nad wrogami. (...) Wspomniany zaś miecz króla Bolesława, dany mu przez anioła, nazywa się Szczerbiec dlatego, że na wezwanie anioła przybywszy na Ruś, pierwszy uderzył nim w Złotą Bramę, która zamykała gród kijowski na Rusi. Od tego uderzenia miecz poniósł niewielką stratę, która w polskim zwie się szczerba, i stąd nazwa Szczerbiec.
O Mieszku II autor Kroniki wielkopolskiej przekazał niewiele. Wprowadził za to na karty historii, nieznanego wcześniejszym źródłom, pierworodnego syna Mieszka – Bolesława, zwanego we współczesnej historiografii Bolesławem Zapomnianym. Miał on odziedziczyć tron po Mieszku II i wygnać z Polski swojego brata Kazimierza Odnowiciela oraz macochę Rychezę. W XIX i XX w. istnienie tej postaci było obiektem sporu naukowego w polskiej mediewistyce, obecnie jednak uznaje się, że wzmianka o Bolesławie była najprawdopodobniej wynikiem wymysłu lub błędu kronikarza. Kronikarz dodał także do tekstu Kadłubka opowiadanie o tym, że Kazimierz wstąpił na wygnaniu do klasztoru, złożył tam śluby mnisze, a także przyjął święcenia diakonatu.
Dzieje Bolesława Śmiałego autor zrelacjonował dość wiernie za Wincentym Kadłubkiem, dzieląc panowanie tego władcy na dwie części – pierwsza związana była z sukcesami politycznymi i militarnymi króla, druga natomiast ze sprawą zabicia świętego Stanisława. Dodał do tych faktów krótką informację o preferencjach seksualnych Bolesława, który zniechęcony do kobiet miał wybierać na partnerów bydło. W ten sposób wyjaśnił, dlaczego władza nad Polską przeszła na potomków młodszego brata Bolesława, Władysława.
Opowiadanie o dobrych rządach Władysława Hermana, którego kronikarz nazywa Pobożnym, zostało połączone z długim tekstem poświęconym Bolesławowi Krzywoustemu. Tekst ten dzieli się na dwie części. W pierwszej mowa jest o cudownych narodzinach Krzywoustego, w drugiej o konflikcie ze Zbigniewem. Ta druga sprawa łączy się ze śmiercią Władysława. Kronikarz zmienił opowiadanie Kadłubka – według niego Bolesław był jedynym dziedzicem ojca, natomiast Zbigniew otrzymał zaledwie pewne majątki, nie władał natomiast żadną prowincją. Autor jako pierwszy połączył też bunt Sieciecha z buntem Zbigniewa. Konflikt nie kończy się śmiercią tego ostatniego, tylko skazaniem go na wygnanie. Później, z łaski Krzywoustego, Zbigniew wrócił do kraju i otrzymał skromne uposażenie dla siebie, żony i dzieci.
Przebudowanie narracji o konflikcie Krzywoustego ze Zbigniewem, spowodowało, że opowieść z Kroniki wielkopolskiej jest bardziej spójna od tekstów Galla Anonima czy Wincentego Kadłubka. Pozwoliło to przedstawić wychwalanego przez kronikarza Krzywoustego w dobrym świetle i pominąć problem pokuty tego władcy, którą musiał odbyć za oślepienie i późniejszą śmierć Zbigniewa. Bolesław okazał się bowiem, w ujęciu kronikarza, nader łaskawy dla zdradzieckiego brata.

#### Kobieta rzadko dobra – przyczyny rozbicia dzielnicowego
Autor Kroniki wielkopolskiej był pierwszym historykiem, który podjął próbę wyjaśnienia przyczyn rozbicia dzielnicowego Polski. Zrobił to w uczonym wykładzie, opartym na poglądach filozofów i tekście Wincentego Kadłubka. Wykład ten został napisany zgodnie z zasadami retoryki i w pięknej łacinie, a zaczyna się od słów Kobieta rzadko dobra. Jest to najstarszy polski tekst poświęcony roli kobiet.
Zdaniem kronikarza, za rozbicie dzielnicowe nie byli odpowiedzialni Piastowie, ale ich ambitne i przebiegłe żony. Główną bohaterką wywodu jest Niemka Agnieszka, żona najstarszego z synów Krzywoustego, Władysława. To ona była inspiratorką wydarzeń, które doprowadziły do podziału kraju. Prześladowanie przez nią i okaleczenie Piotra Włostowica jest wprowadzeniem do opowieści o wojnie młodszych braci z Władysławem, która wybuchła również za jej przyczyną. Najstarszy z braci przegrał i uciekł z kraju a jego klęska zostaje dopełniona opowieścią o ucieczce samej Agnieszki. Cały wywód zaczyna się od jej działań i na nich kończy.
Opowiadanie to jest elementem szerszego wykładu o negatywnej roli kobiet, zwłaszcza cudzoziemek, w polityce polskiej. Obrazowi złej kobiety przeciwstawiony został wizerunek kobiety dobrej, zgodnie ze schematem wziętym z teorii retorycznej – pochwały i nagany: Według bowiem powiedzenia pewnego mędrca okrutna kobieta jest dziksza od każdego dzikiego zwierzęcia, a łagodność kobieca jest surowsza od wszelkiej surowości, w myśl wiersza:
Kobieta rzadko dobra,
Lecz która dobra,
Korony godna.
Z wykładem o roli kobiet połączone są dwie rozbudowane opowieści rycerskie. Pierwsza, o Piotrze z Dacji (Duńczyku), relacjonuje nie tylko osobiste dokonania tego rycerza, ale także wspólną akcję z Krzywoustym, który miał przeprawić się przez morze i opanować królestwo duńskie. Autor Kroniki jako pierwszy odróżnił Piotra Duńczyka od Piotra Włostowica, który zdaniem autora miał wywodzić się z Książa. Natomiast popularna na zachodzie opowieść o Walterze i Helgundzie została przeniesiona do Wiślicy i umieszczona we fragmencie poświęconym wydaniu tego grodu. Opowiedziane w niej zdarzenia cofają czytelnika do czasów pogańskich a ich bohater miał wywodzić się z rodu Popiela.

#### Okres rozbicia dzielnicowego
Czasy rozbicia dzielnicowego kronikarz rozpoczął od opowieści o Bolesławie Kędzierzawym. Bardziej szczegółowo od Kadłubka zrelacjonował walki tego władcy z cesarzem, któremu Bolesław nie wydał walnej bitwy, ale zmusił do ustąpienia z Polski. Zgodnie z wersją Kroniki wielkopolskiej, ostatnia wyprawa niemiecka miała już charakter pokojowy, gdyż cesarz przygotowywał się do wyprawy krzyżowej. Niemców na Polskę sprowadził, podobnie jak wcześniej Zbigniew, wygnany przez młodszych braci Władysław. Najstarszy z braci miał umrzeć w Polsce, rozchorowawszy się podczas rozmów pokojowych w Płocku. Autor przedstawił, bardziej szczegółowo niż Kadłubek, kompromis w myśl którego synowie Władysława podzielili pomiędzy siebie Śląsk. Wspomniał też o walkach Bolesława z Prusami. Mimo że informacja ta została przejęta z dzieła Kadłubka, autor Kroniki wielkopolskiej zamienił występującą u poprzednika nazwę Getowie na Prusowie.
Następnie autor przeszedł do rządów Mieszka Starego, protoplasty Piastów wielkopolskich. Chociaż opowiadanie o tym władcy oparte jest na tekście Wincentego Kadłubka, uwidacznia się w nim w sposób najwyraźniejszy różnica podejścia obu kronikarzy. Obok wcześniej znanych faktów i dat z panowania tego władcy, autor Kroniki wielkopolskiej dodał wiele informacji o osiągnięciach Mieszka, takich jak fundacje klasztoru w Lądzie czy kolegiaty w Kaliszu. Zatuszował też niewygodne dla obrazu Mieszka wydarzenia, na przykład przyczyny utraty przez księcia władzy nad Krakowem. Zdaniem kronikarza: Książę Mieszko został usunięty raczej skutkiem prześladowania i zdrady swoich niż przez siły zbrojne brata. W roku Pańskim 1179, opuszczony niemal przez wszystkich, ustąpił równocześnie z ojczyzny i królestwa, zadowalając się wraz z żoną i trzema synami miasteczkiem Raciborzem. Spada nań wiele nieszczęść.
Kronikarz starał się utrzymać ciągłość narracji, idąc śladem Wincentego Kadłubka, aż do końców rządów Kazimierza Sprawiedliwego. Ponieważ przeciwstawił gorzej przez siebie osądzanych Piastów małopolsko-mazowieckich (wywodzących się od Kazimierza), ocenianym bardziej pozytywnie Piastom władającym Wielkopolską, ciągłość opowiadania została złamana przy opisie rządów Leszka Białego, gdy zaczyna przeważać w Kronice forma rocznikarska, oparta na przekazach wielkopolskich. Ciągłe opowiadanie powraca dopiero przy relacji o dobrych rządach Przemysła I.

#### Przemysłowie wielkopolscy
Ostatnie rozdziały Kroniki wielkopolskiej, obejmujące mniej więcej czwartą część długości całego dzieła, poświęcone są czasom Przemysła I i Przemysła II.
Postać Przemysła I została omówiona bardzo szczegółowo, gdyż kronikarz przedstawił staranną, opartą na wielu źródłach i napisaną zgodnie z zasadami retoryki, charakterystykę tego władcy, Znalazły się w niej opowiadania o indywidualnych zachowaniach księcia, jego cechach charakteru. W wielu fragmentach został on też przedstawiony w sytuacjach prywatnych. Autor podkreślił pobożność, dobroć i uczciwość Przemysła I, przedstawiając go we włosiennicy i na modlitwach jako wzór wszelkich cnót godnych naśladowania.
Relacja o rządach Przemysła I przerwana została opowieścią o cudownym zdarzeniu, którego miał doświadczyć biskup poznański Boguchwał i przepowiednią dotyczącą przyszłego zjednoczenia Polski. Na tym kończy się tekst redakcji Dobnera Kroniki wielkopolskiej. Prawdopodobnie więc w tym miejscu autor zamknął pierwszą wersję kroniki, która przedstawiała jedynie genealogię Przemysła II, ale nie opowiadała o rządach tego władcy. W drugiej wersji tekstu, zachowanej w redakcji rękopisów, a napisanej najprawdopodobniej już po koronacji królewskiej Przemysła II w roku 1295, autor zmienił wstęp do Kroniki i dopisał kolejne wydarzenia, rozpoczynając je od śmierci Przemysła I.
Kontynuując tekst, wcześniej zakończony na przepowiedni dotyczącej zjednoczenia Polski, autor Kroniki wielkopolskiej stwierdził, że Przemysł I był najwybitniejszym władcą w historii kraju. Kronikarz starannie opracował retorycznie nekrolog tego księcia, na podstawie popularnego w XIII wieku modelu monarchy sprawiedliwego o franciszkańskiej pobożności: Wśród książąt i innych nie znalazł się w Polsce człowiek podobny do niego. (...) Na pogrzebie jego rozlegał się tak wielki płacz, jakiego nigdy nie słyszano [na pogrzebie] żadnego księcia Polski. Płakało po nim duchowieństwo, ponieważ sprzyjał mu. Płakali po nim rycerze, gdyż był dla nich łaskawy. Płakali po nim mnisi, ponieważ spełniał względem nich uczynki miłosierdzia. Ci [wszyscy], którzy byli obecni na jego pogrzebie lub usłyszeli o jego śmierci, bez względu na wiek i płeć nie mogli powstrzymać się od płaczu. Oby Bóg duszę jego umieścić raczył w królestwie niebieskim, a Jezus Chrystus tam go wprowadził. Amen.
Po opowieść o śmierci i pogrzebie Przemysła I, autor poinformował o narodzinach syna władcy, pogrobowca, wprowadzając czytelników do kulminacyjnej części Kroniki: W tym samym roku urodził syn Przemysła, dobrego księcia Wielkopolski, w Poznaniu, w niedzielny poranek, w uroczystość św. męczennika Kaliksta. I gdy kanonicy poznańscy i wikariusze śpiewali modlitwy poranne, pod koniec dziewiątej lekcji przyszedł zwiastun i doniósł o narodzeniu chłopca. Więc natychmiast doniosłym głosem zaczęli śpiewać „Te Deum laudamus” – tak ze względu na poranne oficjum, jak z radości z powodu narodzin chłopca – by chwalić Boga, że tak wielką łaską raczył pocieszyć Polaków. Poznański zaś biskup Boguchwał, którego zwano Boguchwałem z Czernelina i kustosz poznański Baszko podnieśli chłopca ze zdroju chrztu świętego. I nadano mu imię ojca Przemysł dla pamięci zacnego ojca jego.
Opiekun małoletniego Przemysła II, jego stryj Bolesław Pobożny, przedstawiony został w Kronice jako wielki rycerz chrześcijański. Po omówieniu wydarzeń z czasów panowania Bolesława Pobożnego, autor powrócił do Przemysła II. Opowiedział o wyprawie wojennej z 1271 roku przeciwko Brandenburczykom, którą dowodził 16-letni Przemysł. Skupił się na wydarzeniach związanych z oblężeniem i zdobyciem Strzelec oraz przyjęciem kapitulacji Drzenia. Kronikę kończy opowiadanie o okolicznościach związanych z poślubieniem przez Przemysła Ludgardy.

### Zakończenie
Kronika wielkopolska kończy się, w siedmiu z dziewięciu zachowanych rękopisów, na początku rozdziału 161, podczas opowiadania o wydarzeniach z roku 1271. Tekst w tych siedmiu rękopisach urywa się w połowie zdania. Tylko dwa odpisy – Rękopis Sędziwoja oraz Rękopis Stanisława Augusta – zachowały dalszy tekst, doprowadzony do roku 1272. Ponieważ relacja o wydarzeniach z roku 1272 została niemal dosłownie przepisana do Rocznika kapituły poznańskiej, a zachowany w tym roczniku tekst sięga po rok 1273, część uczonych uważa, że oryginalny tekst Kroniki został doprowadzony do wydarzeń z tego właśnie roku.

### Wydania
- Boguphali II. episcopi Poznaniensis Chronicon Poloniae: cum continuatione Pasconis custodis Posnaniensis. W: Scriptores rerum Silesiacarum, T. 2. Friedrich Wilhelm Sommersberg (ed.). Wrocław: Michaelus Hubertus, 1730, s. 18–78. (łac.).
- Boguphali. II. de armis et Domo Rosarum Episcopi Posnaniensis Chronicon Poloniae cum Continuatione, à pag. 132. Baszkonis Custodis Pos.. Friedrich Wilhelm Sommersberg (ed.), Józef Andrzej Załuski (red.). Warszawa: XX. Pijarzy, 1752. (łac.). Brak numerów stron w książce
- Boguphali II episcopi Posnaniensis Chronicon Poloniae, cum continuatione Basconis custodis Posnaniensis. W: Monumenta Poloniae Historica, T. 2. Wacław Alexander Maciejowski (ed.), August Bielowski (red.). Lwów: August Bielowski, 1872, s. 467–598. (łac.).
- Chronica Poloniae maioris. Brygida Kürbis (ed.). Warszawa: Państwowe Wydawnictwo Naukowe, 1970, seria: Monumenta Poloniae Historica series nova, Vol. 8. (łac.). Brak numerów stron w książce

### Tłumaczenia
- Kronika Lechitów i Polaków napisana przez Godzisława Baszko Kustosza Poznańskiego w drugiey połowie wieku XIII: z dawnego Rękopismu Biblioteki Willanowskiéy przetłomaczona. Hipolit Kownacki (tł.). Warszawa: XX. Pijarzy, 1822.
- Kronika wielkopolska. Kazimierz Abgarowicz (tł.), Brygida Kürbis (red.). Kraków: Towarzystwo Autorów i Wydawców Prac Naukowych Universitas, 2010. ISBN 97883-242-1275-0.

### Literatura
- Jan Dąbrowski: Dawne dziejopisarstwo polskie (do roku 1480). Wrocław, Warszawa, Kraków: Ossolineum, Wydawnictwo Polskiej Akademii Nauk, 1964.
- Brygida Kürbis: Wstęp. W: Kronika wielkopolska. Kazimierz Abgarowicz (tł.), Brygida Kürbis (red.). Kraków: Towarzystwo Autorów i Wydawców Prac Naukowych Universitas, 2010, s. 7–33. ISBN 97883-242-1275-0.
- Henryk Łowmiański, Kiedy powstała Kronika Wielkopolska?, Warszawa: Wydawnictwo DiG, 1960 (Przegląd Historyczny T. 51/1), s. 398–410, ISSN 0033-2186 [dostęp 2016-08-09].
- Edward Skibiński: Kronika wielkopolska. W: Vademecum historyka mediewisty. Jarosław Nikodem, Dariusz Andrzej Sikorski (red.). Warszawa: PWN, 2012, s. 260–265. ISBN 978-83-01-17239-8.